# Brotomys voratus
Brotomys voratus је изумрла врста глодара из породице Echimyidae. 

## Распрострањење
Ареал врсте је био ограничен на мањи број држава. 
Врста је пре изумирања била присутна у следећим државама: Хаити и Доминиканска Република.

## Угроженост
Ова врста је изумрла, што значи да нису познати живи примерци.